# 12 стільців (фільм, 1966)
«12 стільців» (також «Дванадцять стільців») — радянський фільм-телеспектакль Олександра Бєлінського за мотивами однойменного роману І. Ільфа та Є. Петрова, знятий Ленінградським телебаченням в 1966 році.

## Сюжет
Розгорнутий сюжет — в статті про роман «Дванадцять стільців».

## Структура фільму
Чорно-білий фільм-телеспектакль включив в себе ряд вибіркових глав роману «Дванадцять стільців», в послідовності, що відрізняється від авторської. Зйомки проходили в павільйоні, на тлі умовних декорацій. В процесі телефільму текст від автора (з деякими змінами і скороченнями) читають самі актори, представляючись по ходу дії.
- Перша серія
  - «Великий комбінатор»
  - «Кончина мадам Пєтухової»
  - «Блакитний злодюжка»
  - «Де ваші локони?»

- Друга серія
  - «Серед океану стільців»
  - «Людожерка Еллочка»
  - «Авессалом Володимирович Ізнуренков» (так вимовляється в цьому фільмі)
  - «Автор „Гавриліади“»
  - «Вид на малахітову калюжу»
  - «Скарб»

## У ролях
- Ігор Горбачов —  Остап Бендер  /  автор
- Микола Боярський —  Кіса Вороб'янінов  /  автор
- Рем Лебедєв —  батько Федір
- Глікерія Богданова-Чеснокова —  Олена Станіславівна Боур, колишня красуня-прокурорша
- Аліса Фрейндліх —  Еллочка-людожерка
- Ірина Асмус —  Ліза Калачова
- Віра Соніна —  Клавдія Іванівна Пєтухова, теща Вороб'янінова
- Валентина Савельєва —  мадам Грицацуєва
- Костянтин Адашевський —  двірник Тихон
- Анатолій Абрамов —  завгосп Будинку культури
- Борис Рижухін —  Варфоломій Коробейников
- Павло Панков —  інженер Щукін
- Михайло Девяткин —  Віктор Михайлович Полєсов, слюсар-ентузіаст
- Лев Лемке —  Никифор Ляпіс-Трубецькой
- Володимир Еренберг —  редактор журналу «Кооперативна флейта»
- Михайло Храбров —  Олександр Якович, блакитний злодюжка
- Всеволод Кузнецов —  Паша Емільович
- Олександр Соколов —  монтер Мечников
- Анатолій Королькевич —  Кислярський, голова Одеської бубликової артілі «Московські баранки»
- Юрій Шепелев —  Максим Петрович Чарушников, колишній працівник міської думи
- Іван Панков —  безпритульний
- Георгій Штиль —  Владя, молода людина без прізвища
- Борис Льоскін —  аукціоніст
- Олександр Орлов —  Дядьєв
- Валентин Лебедєв —  епізод

## Знімальна група
- Сценарист: М. Алексєєва
- Режисер:  Олександр Бєлінський
- Оператори: Б. Ніканоров, Андрій Гусак
- Художник:  Валентин Попов